# Polycarpon tetraphyllum
Polycarpon tetraphyllum és una espècie de planta herbàcia pertanyent a la família de les cariofil·làcies. En català rep alguns noms populars compartits amb moltes altres altres plantes com són herba de mil granes, herba granària, herba menuda o policarp. P. tetraphyllum és una espècie d'àmplia distribució, nadiua potser de les illes Canàries, on es troba representada per la subespècie diphyllum (Cav.) O.Bolós & Font Quer. Polycarpon tetraphyllum va ser descrita per Carl von Linné i publicada a Systema Naturae, Editio Decima 2: 881. 1759. El seu nom genèric procedeix del grec antic polys que significa "molts" i karpos, que significa "fruits", fent referència a una abundant fructificació. L'epítet tetraphylon deriva igualment del grec de tetra, que significa "quatre" i phyllon, que significa "fulla", fent referència al número de fulles per verticil. Floreix de gener a abril.
Es tracta una planta anual de fins a 35 cm d'altura, que es diferencia dins del gènere per les seves flors, que posseeixen 3-4 estams i per les seves llavors tuberculades. És una planta glabra, anual. Les tiges prostrades a ascendents, generalment ramificades seguidament. Fulles de 5-15 x 0,2-0,6 cm, en parelles oposades o en falsos verticils de 4 o 6 fulles, obovades a el·líptiques o ovades, en general s'estreta en un pecíol. Estípules i bràctees escarioses. Les inflorescències són simples o diverses cops bifurcades, amb moltes flors, soltes o denses. Pedicels igual o més llargs que el calze. Sèpals d'uns 2 mm, Ovato-lanceolades, agudes o mucronades, de color blanc amb marge i amb una quilla escabrosa. Pètals la meitat de llarg que els sèpals, blancs, oblongs, més o menys emarginats. Càpsula una mica més curta que el calze, ovoide. Llavors diminutes, triangular-reniformes, tuberculades.

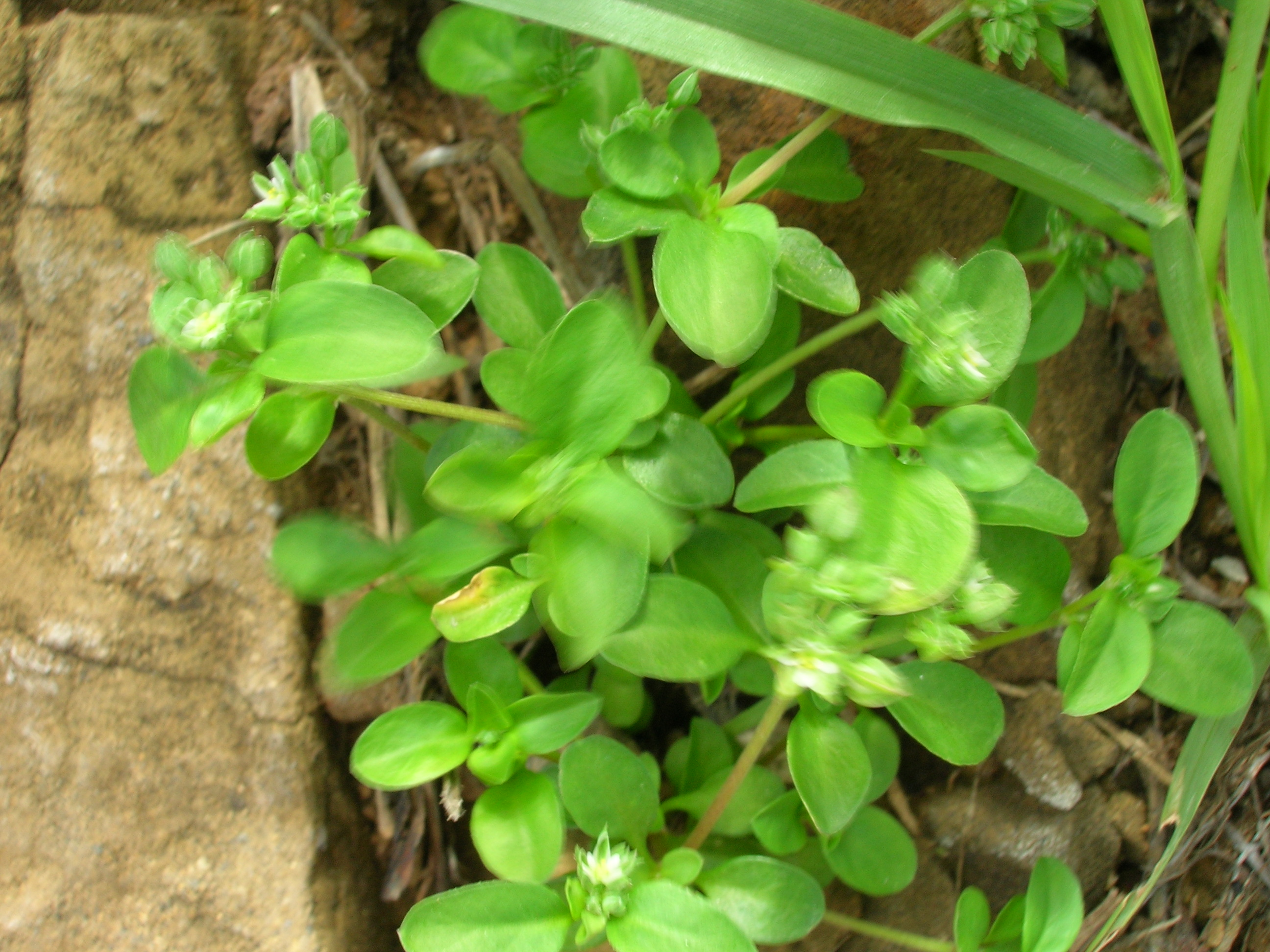
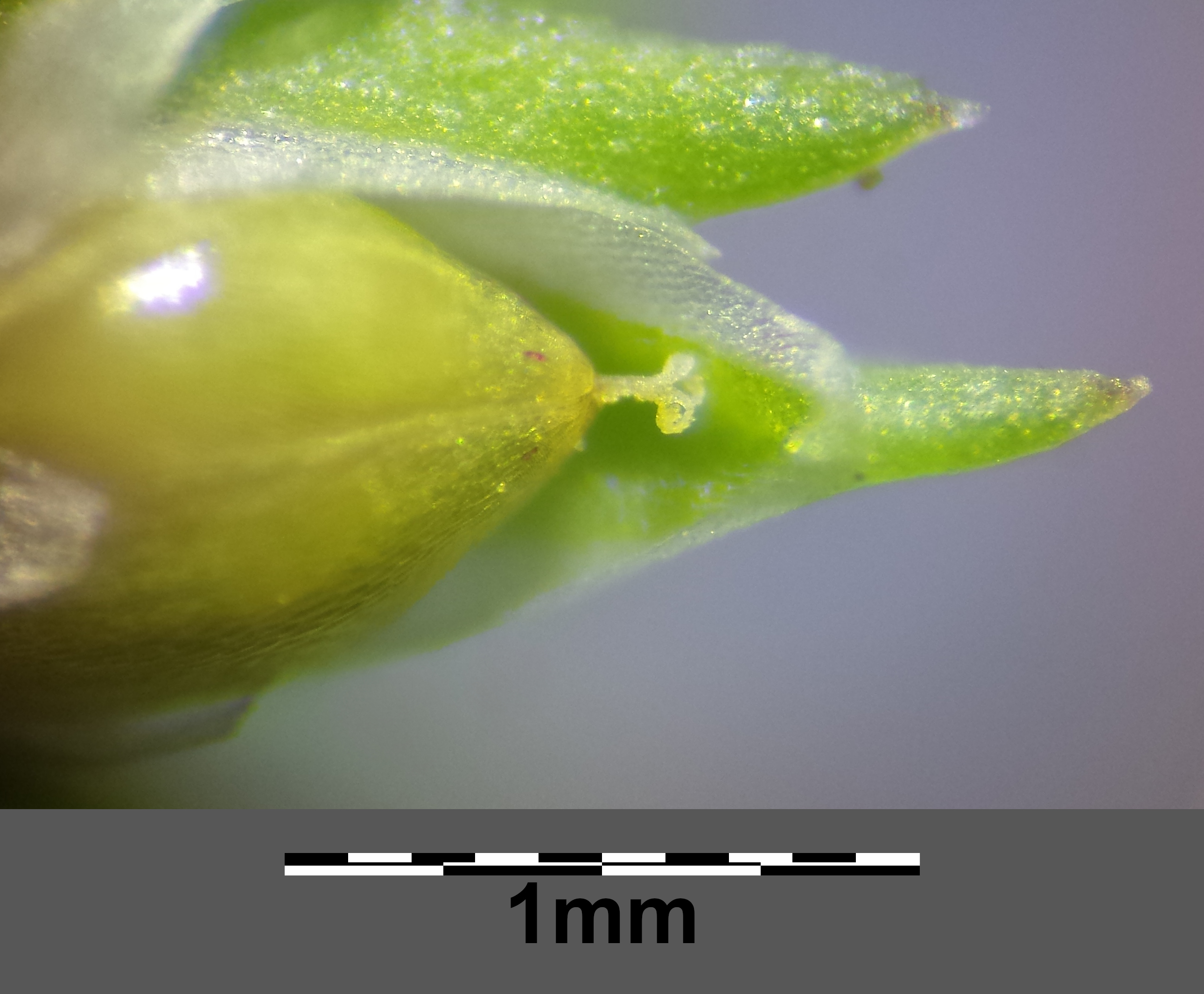
Detall del pistil
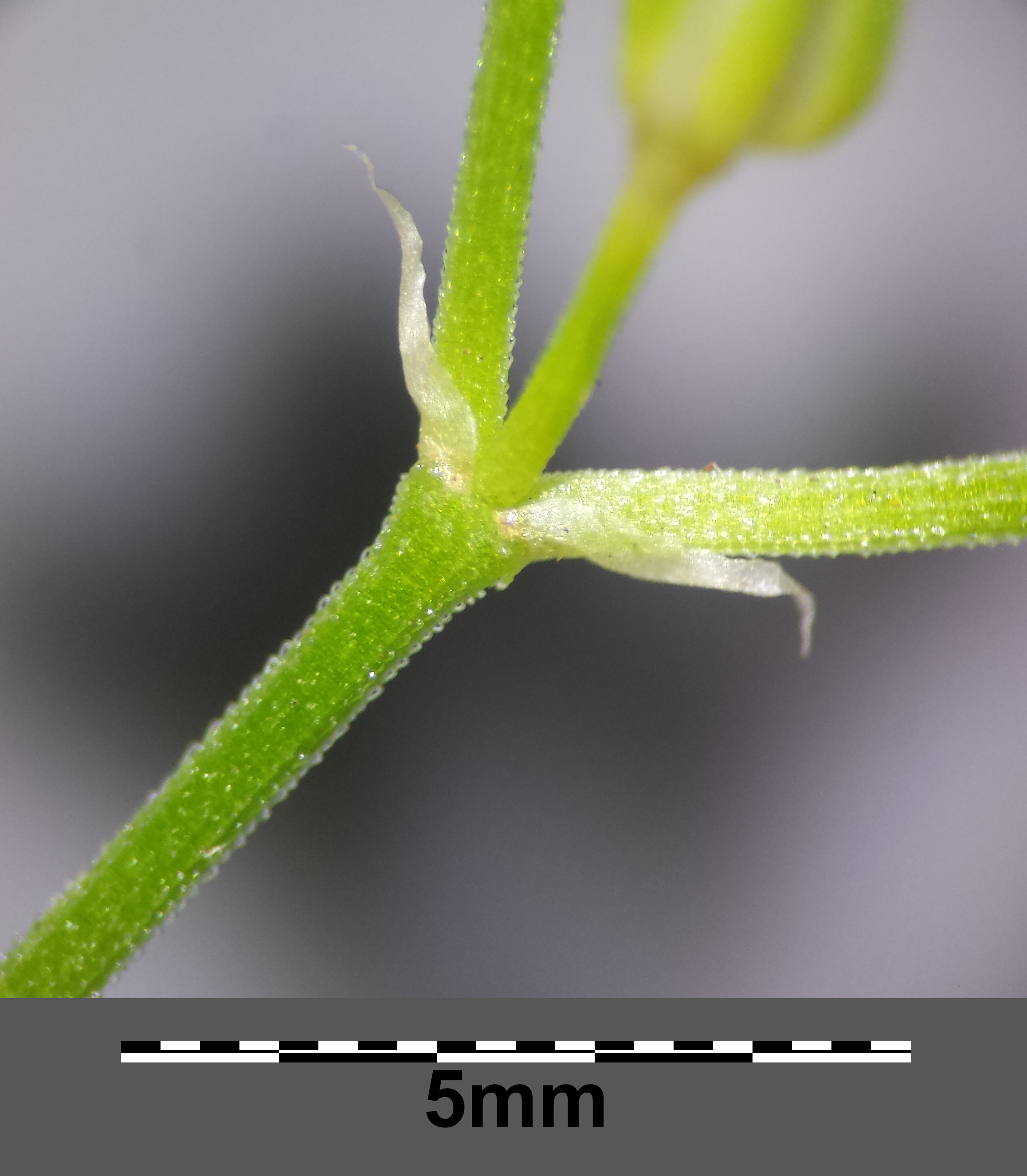
Detall de les estípules
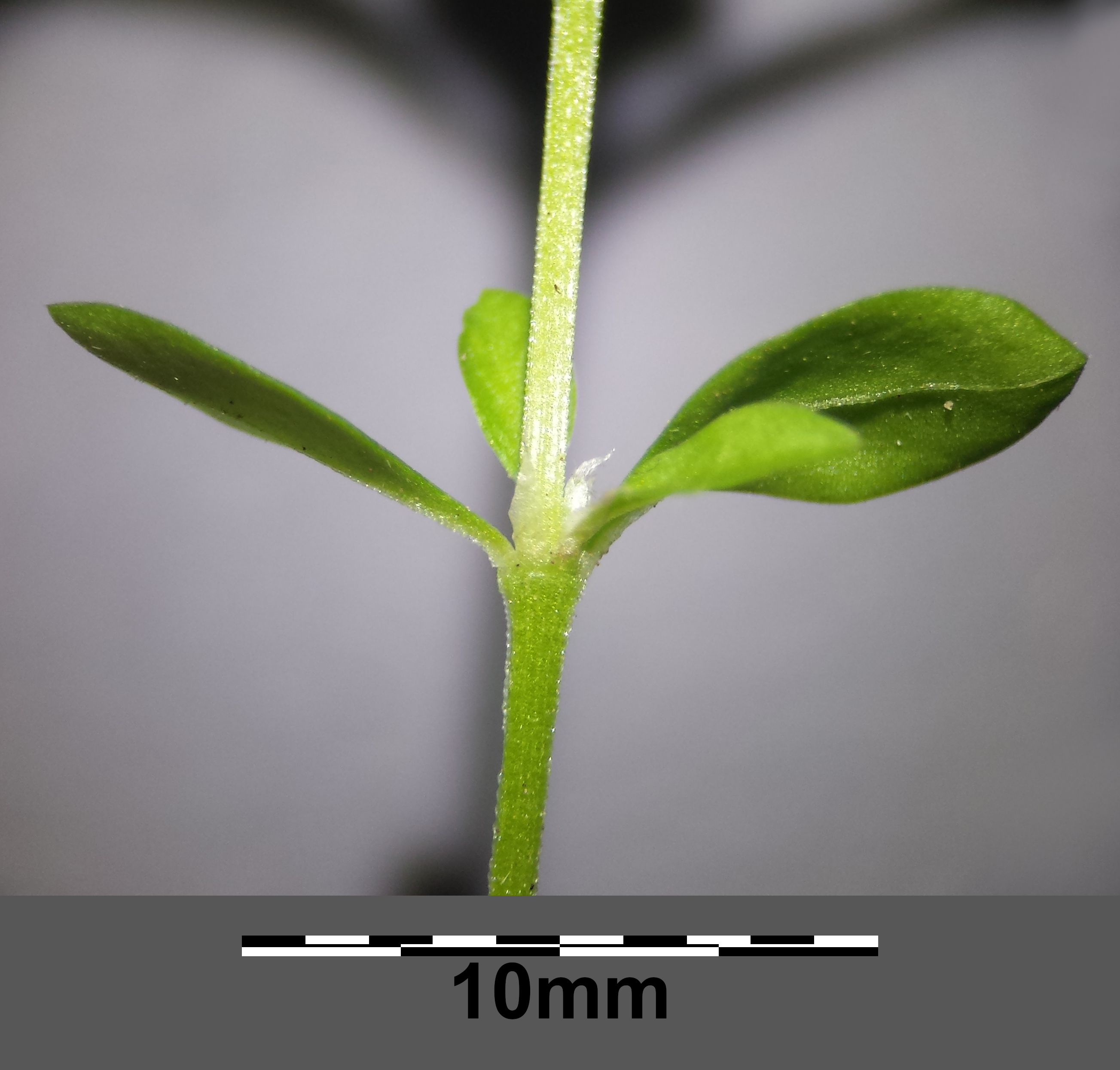
Detall del verticil amb les quatre fulles